# Lild Strandkær
 Lild Strandkær  er en lobeliesø og  den nordligste af en række klitsøer indenfor klitrækken, lige sydvest for Lild Strand ved Lild Klitplantage i  Thisted Kommune i Thy. Den lavvandede sø  har et areal på  3,4 hektar. Lild Strandkær ligger i et klitområde som overvejende består af lavtliggende
klitlavninger i mosaik med klitheder, grå/grønne klitter og andre søer. Søen ligger desuden få hundrede meter fra Vigsø Bugt, uden at det tilsyneladende har øget saliniteten i søen. Den  ligger i en langstrakt klitlavning bag de første klitrækker ud mod havet. Det er det eneste sted på den jyske vestkyst, hvor kystlinjen løber så parallelt med den fremherskende vindretning, at søtyper som disse kan opstå. Lild Strandkær er så dyb, at der lever fisk som gedder og ferskvandsmuslinger i den. Tranerne yngler omkring de utilgængelige klitsøer;  strandtudsen en nok den mest karakteristiske padde i området.
Søen er en del af Natura 2000-område nr. 44 Lild Strand og Lild Strandkær, og 122 hektar  omkring  Lild Strandkær blev i 1977 fredet for at beskytte klitsøen og de nærmeste omgivelser.  

## Eksterne kilder og henvisninger
- Om fredningen på fredninger.dk
- Fredningskendelse
- Basisanalyse for Natura 2000-plannen 2016-2021

|  | Denne artikel om lokaliteten Lild Strandkær kan blive bedre, hvis der indsættes et (bedre) billede. Du kan hjælpe ved at afsøge Wikimedia Commons for et passende billede eller lægge et op på Wikimedia Commons med en af de tilladte licenser og indsætte det i artiklen. |

57°8′52.07″N 8°57′32.43″Ø / 57.1477972°N 8.9590083°Ø